# Ceremonia otwarcia Zimowych Igrzysk Olimpijskich 2014

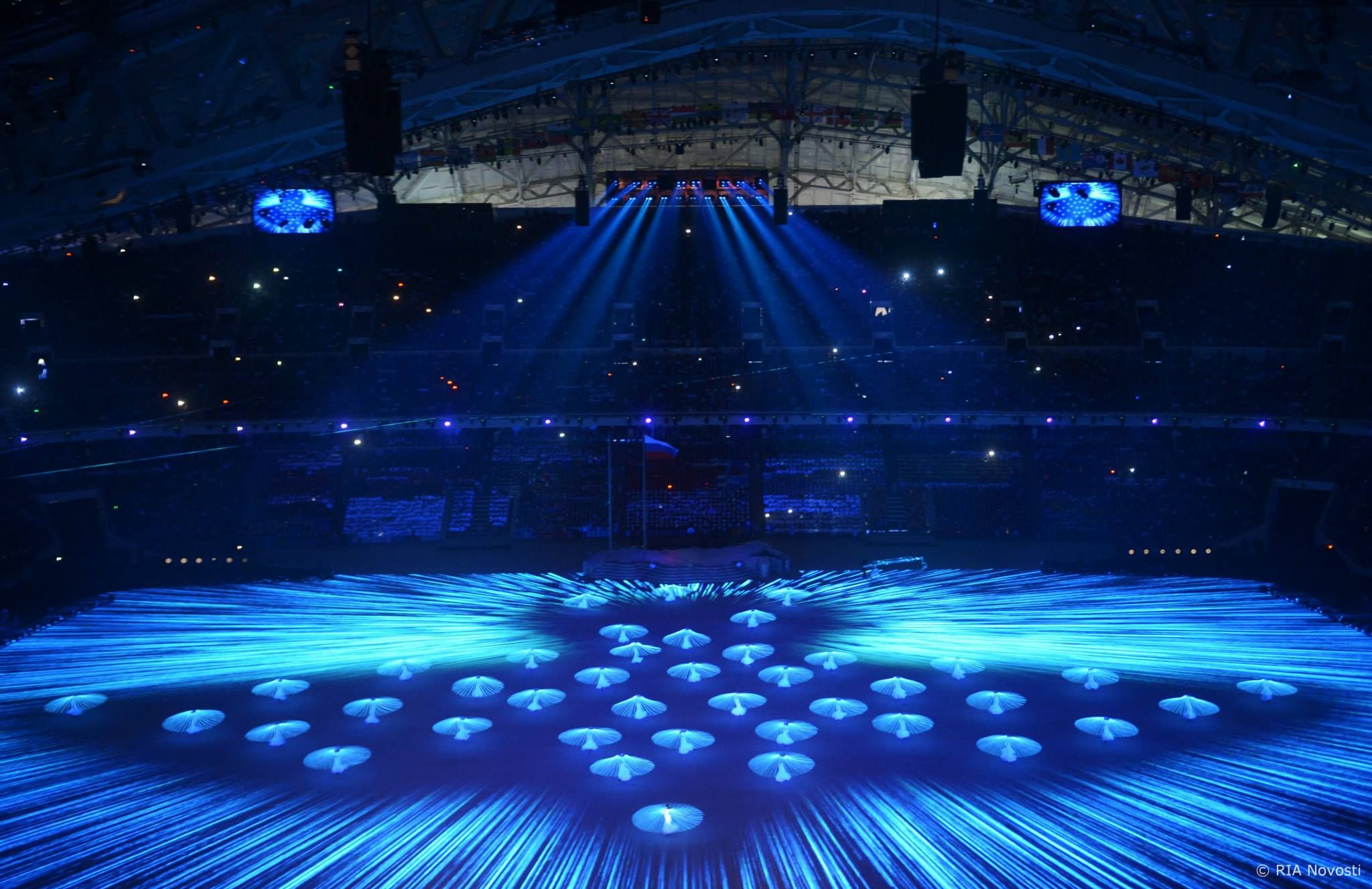
Fragment ceremonii otwarcia Zimowych Igrzysk Olimpijskich 2014

Ceremonia otwarcia Zimowych Igrzysk Olimpijskich 2014 rozpoczęła się 7 lutego o godzinie 20:14 czasu moskiewskiego (UTC+4) na Stadionie Olimpijskim „Fiszt” w Soczi, a zakończyła się po niemal trzech godzinach, o 23:02 czasu moskiewskiego – w Polsce były to odpowiednio: godz. 17:14 (rozpoczęcie) i godz. 20:02 (zakończenie).
Mimo iż sprzedano 40 tys. biletów (maksymalna liczba widzów na trybunach podczas igrzysk), to podczas ceremonii można było zaobserwować pojedyncze puste miejsca.
| Litera | Skojarzenie (tłumaczenie)           | Skojarzenie (w języku rosyjskim) |
| ------ | ----------------------------------- | -------------------------------- |
| А      | Alfabet rosyjski                    | Азбука                           |
| Б      | Bajkał                              | Байкал                           |
| В      | Helikopter Sikorskiego              | Вертолёт Сикорского              |
| Г      | Gagarin, Gżel                       | Гагарин, Гжель                   |
| Д      | Dostojewski                         | Достоевский                      |
| Е      | Katarzyna II                        | Екатерина II                     |
| Ё      | Jeżyk we mgle                       | Ёжик в тумане                    |
| Ж      | Żukowski                            | Жуковский                        |
| З      | Kombajn rolniczy                    | Зерноуборочная машина            |
| И      | Imperium                            | Империя                          |
| Й      | Czajkowski                          | Чайковский                       |
| К      | Kandinsky                           | Кандинский                       |
| Л      | Łunochod                            | Луноход                          |
| М      | Malewicz                            | Малевич                          |
| Н      | Nabokov                             | Набоков                          |
| О      | Stacja orbitalna                    | Орбитальная станция              |
| П      | Układ okresowy pierwiastków         | Периодическая таблица            |
| Р      | Balet rosyjski                      | Русский балет                    |
| С      | Sputnik                             | Спутник                          |
| Т      | Tołstoj, telewizja                  | Толстой, Телевидение             |
| У      | Uszanka                             | Ушанка                           |
| Ф      | Fiszt / kalambur: „Fiszt” (stadion) | Фишт                             |
| Х      | Chochłoma                           | Хохлома                          |
| Ц      | Ciołkowski                          | Циолковский                      |
| Ч      | Czechow                             | Чехов                            |
| Ш      | Chagall                             | Шагал                            |
| Щ      | Szczusiew                           | Щусев                            |
| Ъ      | Puszkin                             | Пушкин                           |
| Ы      | My                                  | Мы                               |
| Ь      | Lubow (miłość)                      | Любовь                           |
| Э      | Eisenstein                          | Эйзенштейн                       |
| Ю      | Spadochron                          | Парашют                          |
| Я      | Rosja                               | Россия                           |

Po raz pierwszy od 30 lat zawody zimowych igrzysk rozpoczęły się przed ceremonią otwarcia. 6 lutego rozegrano krótki program solistów i krótki program par sportowych w łyżwiarstwie figurowym, konkurs kwalifikacyjny w jeździe po muldach kobiet oraz konkurs kwalifikacyjny w slopestyle mężczyzn w snowboardingu. 7 lutego nie rozgrywano żadnych zawodów.
W wydarzeniu wzięło udział 3 tys. artystów i 2 tys. wolontariuszy. Ceremonia rozpoczęła i zakończyła się pokazem sztucznych ogni podczas którego odpalono 3,5 tys. fajerwerków.
Ceremonia otwarcia nawiązywała do historii, geografii i kultury Rosji. Była nie tylko wydarzeniem sportowym, ale również wydarzeniem kulturalnym.
Były to pierwsze igrzyska olimpijskie (zarówno zimowe, jak i letnie), w których wziął udział nowo wybrany (objął urząd 10 września 2013) przewodniczący Międzynarodowego Komitetu Olimpijskiego (IOC) Thomas Bach.

## Widowisko artystyczne
Ceremonię otwarcia igrzysk rozpoczęło widowisko artystyczne zatytułowane „Sny o Rosji” (ros. Сны о России), przygotowane pod kierownictwem głównego producenta Konstantina Ernsta. Jego część artystyczna była łożona z 18 odsłon, które w telegraficznym skrócie pokazywały historię Rosji od średniowiecza, poprzez okres caratu i rewolucję październikową 1917 roku po czasy współczesne. Pokaz imponującej kulturalnej tradycji Rosji uświetniły liczne występy, m.in.: chóru kozackiego, baletu, trojki, jak również zespołu folklorystycznego Buranowskie Babuszki. Nawiązywał on do różnych aspektów rosyjskiej historii oraz stanowił ukłon w kierunku słynnych Rosjan, takich jak: światowej sławy muzyk Piotr Czajkowski (1840–1893), pisarz Nikołaj Gogol (1809–1852), filmowiec Siergiej Eisenstein (1898–1948), tancerz baletowy Wacław Niżyński (1889–1950) oraz mecenas artystyczny i założyciel Ballets Russes Siergiej Diagilew (1872–1929).
Widowisko rozpoczęło się od sekwencji filmowej przedstawiającej 11-letnią Lizę Tiemnikową, która wcielając się w postać dziewczynki o imieniu Lubow (ros. Любовь – miłość) recytowała kolejne litery rosyjskiego alfabetu. Każda z liter była powiązana z multimedialnym obrazem słynnej rosyjskiej postaci, produktu, bądź też obszaru geograficznego ściśle związanego z Rosją. Po zakończeniu recytacji Lubow, trzymająca w ręce sznurek od latawca, została uniesiona w powietrze na znaczną wysokość, co miała w zamyśle twórcy widowiska charakteryzować tytułowy sen. W czasie marzenia sennego, któremu się oddała, poniżej dziewczynki przemieszczało się siedem różnych platform (symbolizujących wyspy), na których umieszczone zostały różne modele, przedstawiające złożoność rosyjskiego krajobrazu. W zamyśle twórców ta część pokazu miała oddać piękno i różnorodność Rosji.
W kolejnej sekwencji widowiska na stadion z góry opadło pięć dużych płatków śniegu, które stopniowo powiększały się, a następnie zaczęły łączyć ze sobą, tworząc ostatecznie koła olimpijskie. W tym momencie ujawnił się błąd techniczny, z którego powodu piąty płatek śniegu nie powiększył się, w związku z czym nie stworzył koła olimpijskiego (czerwonego – do 1951 roku uznawanego za koło reprezentujące kontynent amerykański). Zaistniałą sytuacją skomentował twórca widowiska, mówiąc iż: „żaden normalny człowiek nie powinien być odciągnięty od trwającego ponad 2,5 godziny widowiska przez jedną śnieżynkę, która się nie otworzyła.” Usterki nie obejrzeli widzowie śledzący przekaz telewizyjny „live” w Rosji, gdyż zajmujące się transmisją na żywo Pierwyj kanał, jak i WGTRK na bieżąco podmieniły scenę, zastępując ją nagraniem z próby generalnej, gdzie wszystkie płatki śniegu, zgodnie z zamiarem producenta, poprawnie przeistoczyły się w koła olimpijskie.

## Parada narodów
Następne sekwencje widowiska zostały poprzedzone olimpijską paradą narodów. Wzięło w niej udział 3500 sportowców z 88 państw. Poszczególne reprezentacje olimpijskie wchodziły na stadion korzystając ze specjalnej rampy, znajdującej się w środkowej części obiektu, co było nowym rozwiązaniem, nie spotykanym dotychczas. Tuż przed wejściem danej reprezentacji widzowie mogli zobaczyć projekcję kuli ziemskiej z zarysami tego państwa. W czasie, gdy spiker wypowiadał nazwę kraju, na multimedialnej planszy można było zobaczyć poruszającą się planetę, na której powierzchni rozświetlały się kontury tego państwa.

### Otwarcie parady narodów
Zgodnie z tradycją jako pierwsi na stadion wyszli greccy sportowcy. 7-osobową reprezentację Grecji poprowadził Panajota Tsakiri, startujący w biatlonie i w biegach narciarskich.

### Rekordowa pod względem wielkości reprezentacja Stanów Zjednoczonych
Największą reprezentację, złożoną z 230 sportowców (reprezentujących 15 dyscyplin sportowych), wystawiły Stany Zjednoczone. Nigdy wcześniej żaden kraj nie wysłał na zimową olimpiadę tak licznej ekipy. Chorążym tej reprezentacji był narciarz, specjalizujący się w kombinacji norweskiej Todd Lodwick. O wielkości zespołu świadczyła m.in. rozpiętość wieku w ekipie olimpijskiej. Najstarszą Amerykanką, która brała udział w paradzie była 46-letnia Ann Swishelm startująca w curlingu, a najmłodszą – licząca zaledwie 15 lat Maggie Voisin, specjalizująca się w narciarstwie dowolnym.

### Państwa debiutujące na zimowych igrzyskach olimpijskich
Po raz pierwszy w historii paradzie narodów na zimowych igrzyskach olimpijskich wziął udział sportowiec reprezentujący Paragwaj – była nim narciarka dowolna Julia Marino.
Debiutantem na zimowych igrzyskach olimpijskich był Timor Wschodni. W paradzie narodów brał udział jeden sportowiec z tego państwa – narciarz alpejski Yohan Goutt Goncalves.
Debiutantem na zimowych igrzyskach olimpijskich było Togo, które wystawiło na paradę dwóch zawodników – biegaczkę narciarską Mathilde Amivi Petitjean oraz narciarkę alpejską Alessię Afi Dipol.
Na zimowych igrzyskach olimpijskich zadebiutowała również reprezentacja Tonga złożona również z jednego zawodnika – był nim saneczkarz Fuahea Semi, który dla celów marketingowych przed olimpiadą zmienił swoje imię i nazwisko na Bruno Banani, biorąc tym samym udział w kampanii marketingowej niemieckiego producenta odzieży.
Trzecim państwem, które zadebiutowało na zimowych igrzyskach olimpijskich była Malta, reprezentowana również przez jednego sportowca – narciarkę alpejską Elise Pellegrin.
Debiutantem na zimowych igrzyskach olimpijskich było także Zimbabwe. Na paradzie narodów wystąpił jedne zawodnik z tego państwa – narciarz alpejski Luke Steyn.

### Olimpijska reprezentacja Polski na paradzie narodów w Soczi
Chorążym polskiej reprezentacji, liczącej 59 sportowców (startujących w 11 dyscyplinach; plus jeden zawodnik rezerwowy), był najstarszy w ekipie, 36-letni bobslejowy pilot Dawid Kupczyk (były to jego piąte z kolei igrzyska olimpijskie).

### Zamknięcie parady narodów
Paradę zamknęli gospodarze igrzysk – olimpijska reprezentacja Rosji, złożona z 223 sportowców reprezentujących 15 różnych dyscyplin (najliczniejsza reprezentacja tego kraju w historii zimowych igrzysk olimpijskich). Flagę Rosji niósł bobsleista, dwukrotny medalista olimpijski Aleksandr Zubkow.

Nic nie złamie radości, entuzjazmu sportowców. Tak dynamicznej defilady sportowców jeszcze nie było. Ja przynajmniej nie widziałem. – napisał dziennikarz sportowy Tomasz Zimoch na Facebooku.

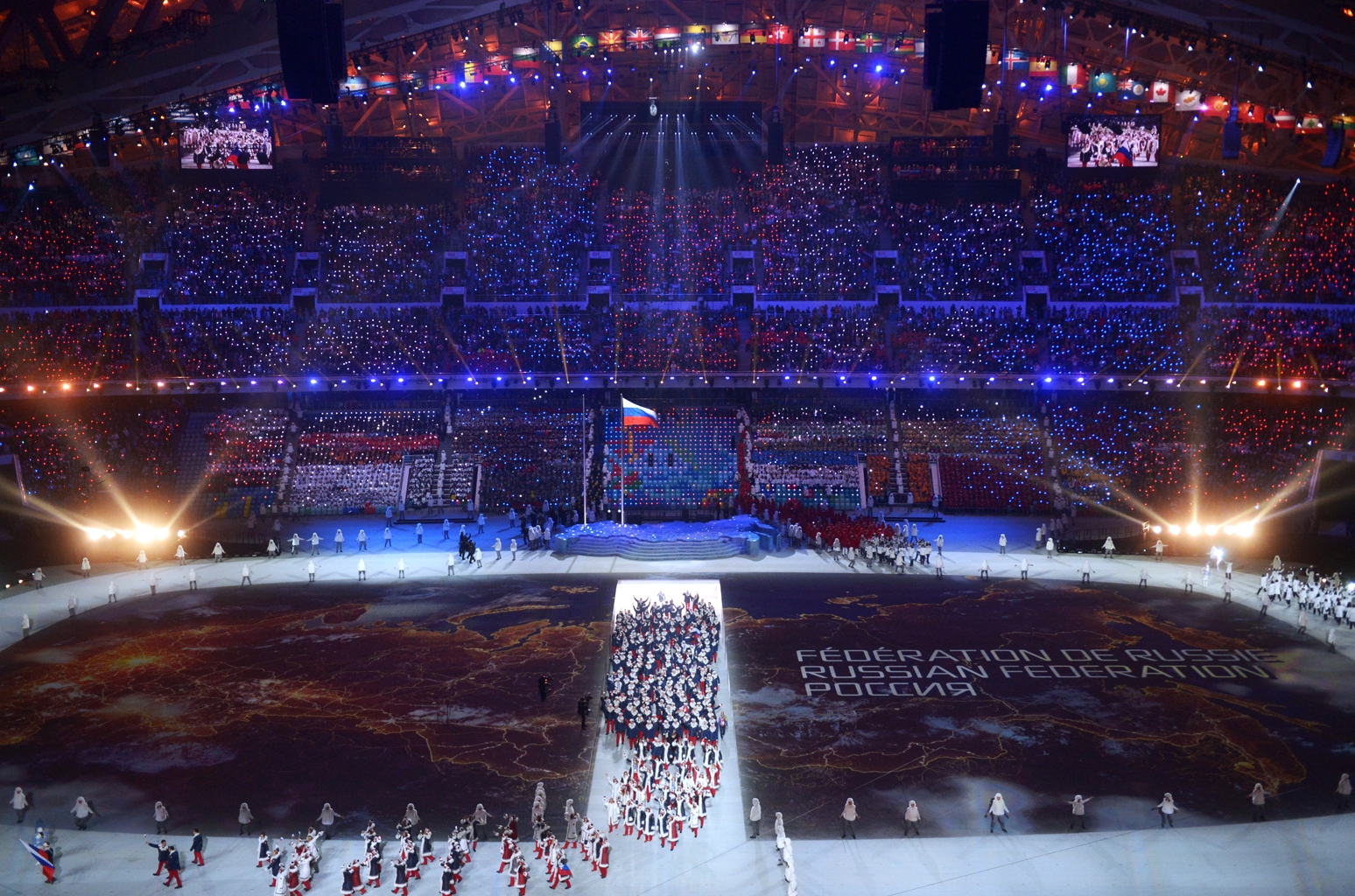
Ceremonia otwarcia Zimowych Igrzysk Olimpijskich 2014 – parada narodów
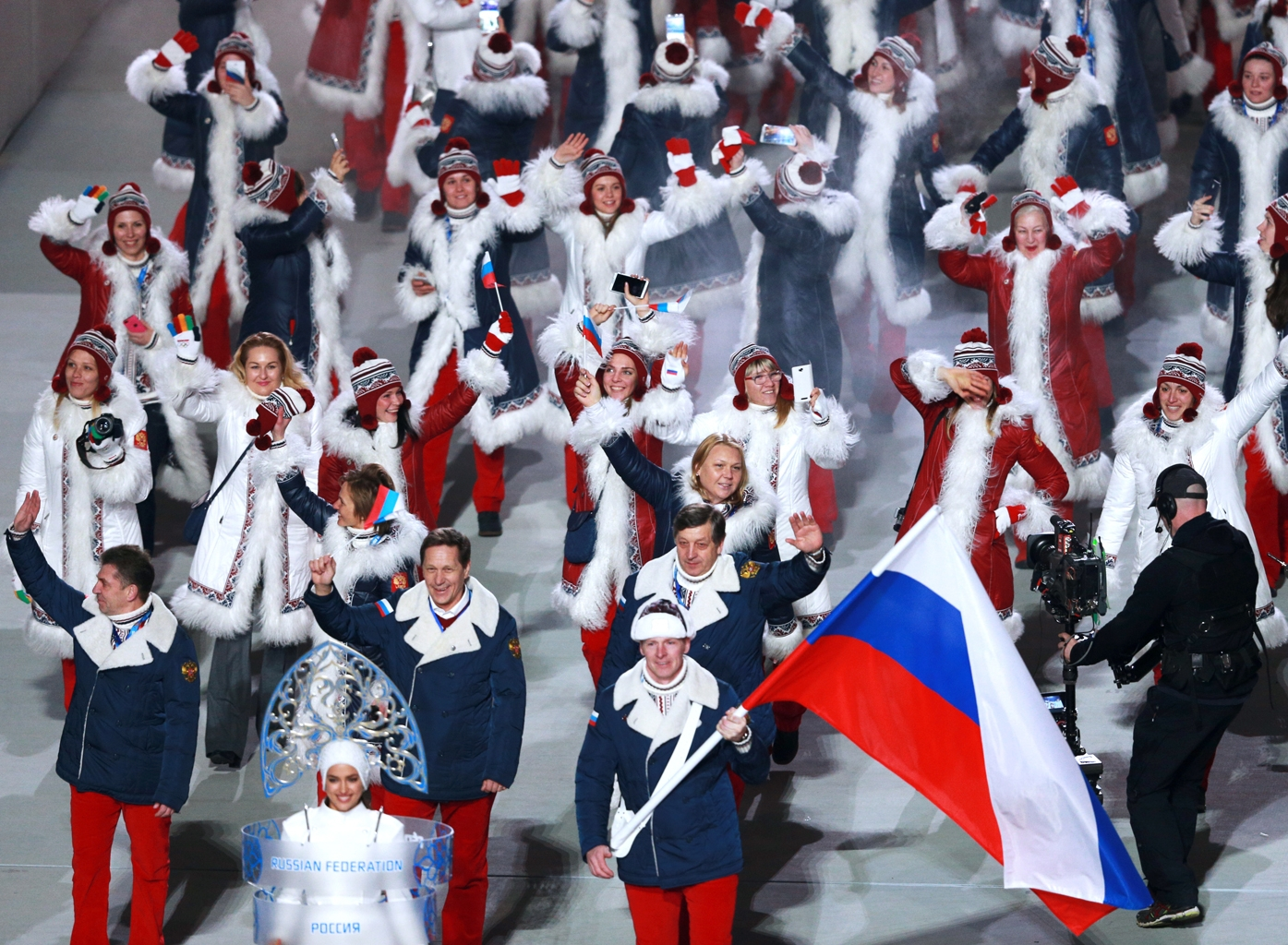
Ceremonia otwarcia Zimowych Igrzysk Olimpijskich 2014 – na płytę stadionu wchodzi reprezentacja olimpijska Rosji
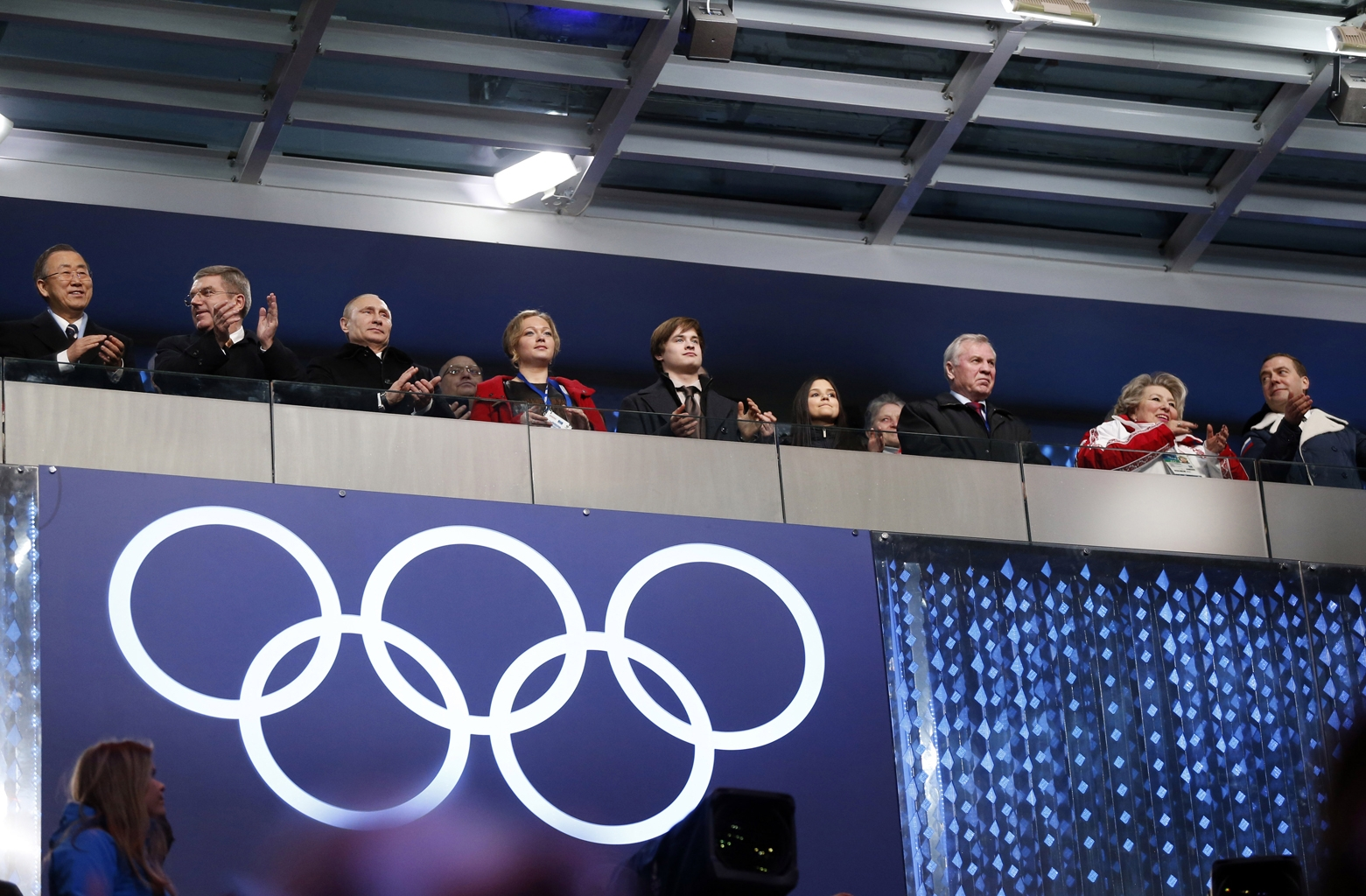
Ceremonia otwarcia Zimowych Igrzysk Olimpijskich 2014 – dostojnicy na trybunach
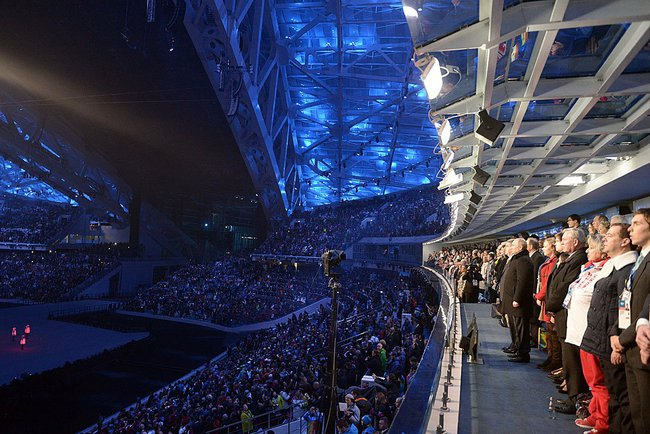
Ceremonia otwarcia Zimowych Igrzysk Olimpijskich 2014 – widok z trybun
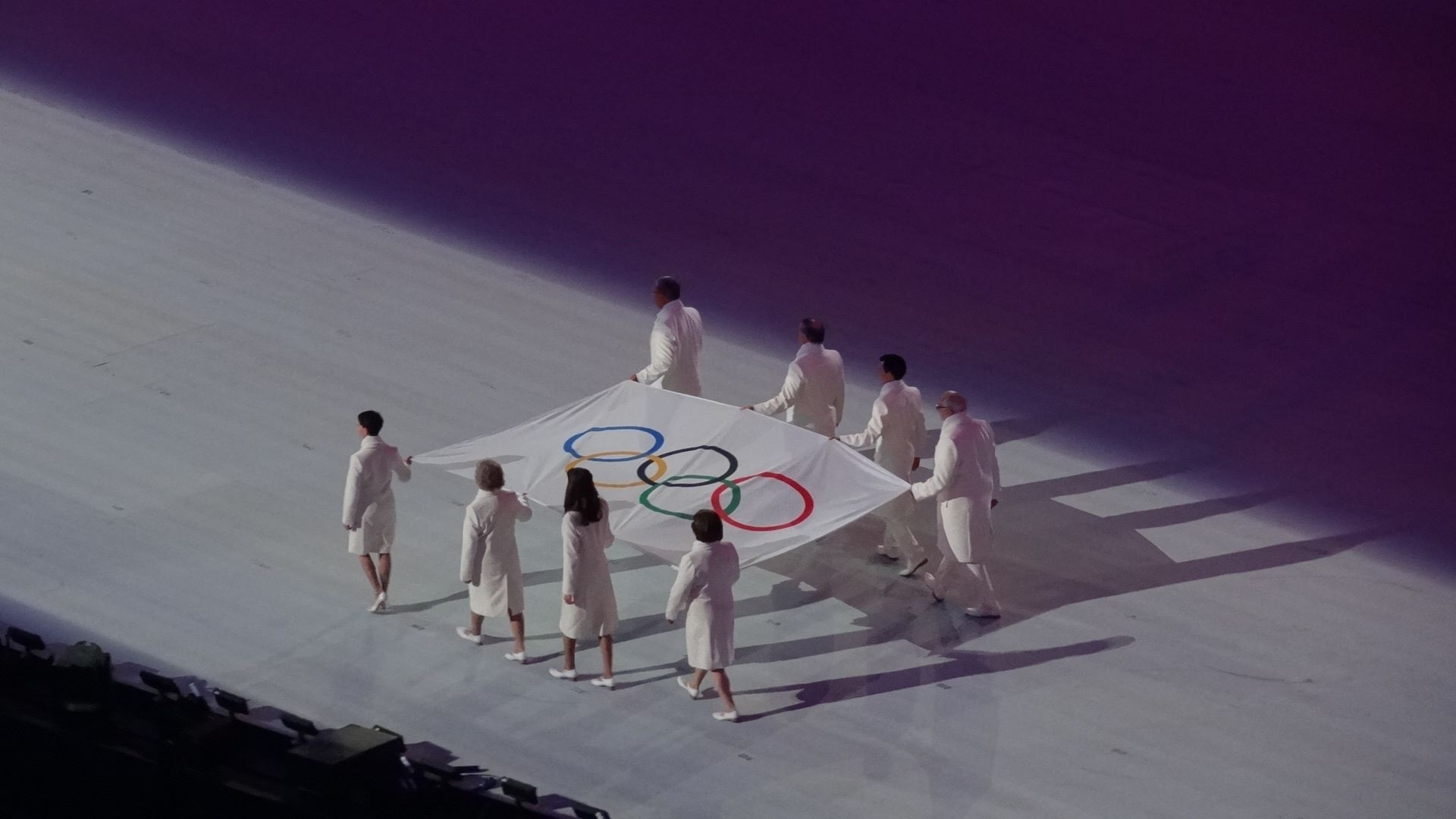
Ceremonia otwarcia Zimowych Igrzysk Olimpijskich 2014 – wniesienie flagi olimpijskiej na stadion

## Podniesienie flagi olimpijskiej
Flaga olimpijska została wniesiona na stadion przez ośmiu uczestników. Znajdowali się wśród nich: rosyjska aktorka pochodzenia tatarskiego Czułpan Chamatowa, panczenistka Lidija Skoblikowa, dziennikarka Anastasija Popowa, kosmonautka Walentina Tierieszkowa, hokeista Wiaczesław Fietisow, dyrygent Walerij Giergijew, reprezentant sportu elektroniczengo Alan Jenilejew oraz reżyser Nikita Michałkow. Podczas podniesienia flagi hymn olimpijski w języku rosyjskim zaśpiewała śpiewaczka operowa Anna Netrebko. Akompaniował jej na fortepianie Denis Macujew.

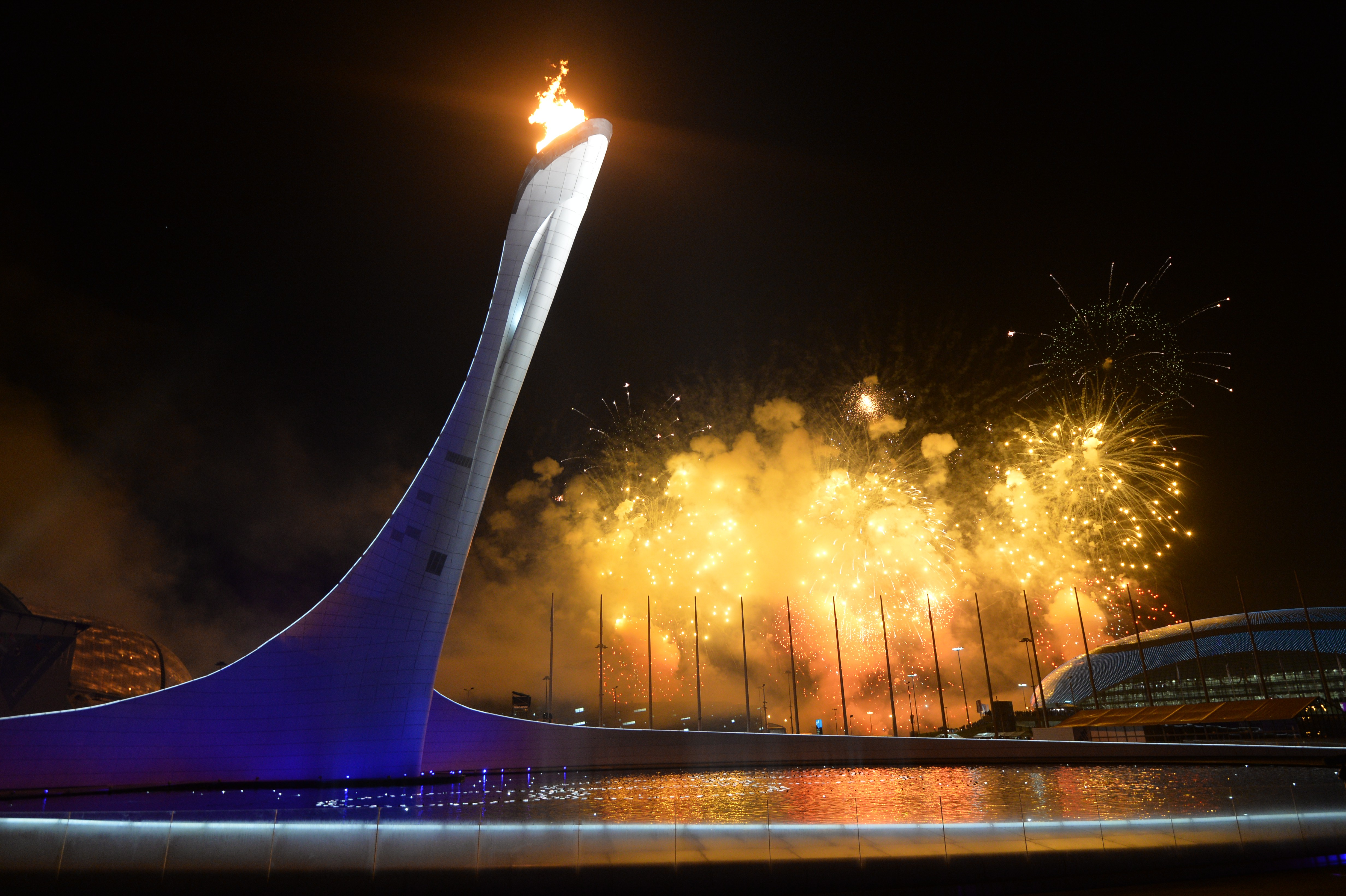
Ceremonia otwarcia Zimowych Igrzysk Olimpijskich 2014 w Soczi – pokaz sztucznych ogni

## Ślubowanie olimpijskie
Ślubowanie olimpijskie złożyli: w imieniu wszystkich sportowców – Rusłan Zacharow (short track), w imieniu wszystkich sędziów – Wiaczesław Wiedienin, zaś w imieniu wszystkich trenerów – Anastasija Popkowa.

## Zapalenie znicza olimpijskiego
Jako pierwsza z pochodnią na stadion wbiegła tenisistka Marija Szarapowa, od której ogień przejęła specjalizująca się w skoku o tyczce lekkoatletka Jelena Isinbajewa. Ta z kolei wręczyła pochodnię zapaśnikowi Aleksandrowi Karielinowi, który przekazał ją gimnastyczce Alinie Kabajewej. Następnie pochodnię przejął legendarny hokeista Władisław Trietjak i biegnąca obok niego utytułowana łyżwiarka figurowa Irina Rodnina, którzy wybiegli z nią poza stadion olimpijski, po czym wspólnie zapalili znicz olimpijski. W tle było słychać muzykę z baletu Ognisty ptak (muz. Igor Strawinski). Następnie rozpoczął się pokaz sztucznych ogni, które rozbłysły nie tylko nad stadionem olimpijskim, ale także nad innymi obiektami sportowymi. Zużyto 22 tony fajerwerków, które pojawiały się na niebie w rytm muzyki do baletu Dziadek do orzechów Piotra Czajkowskiego.